# تشيان سانكيانغ

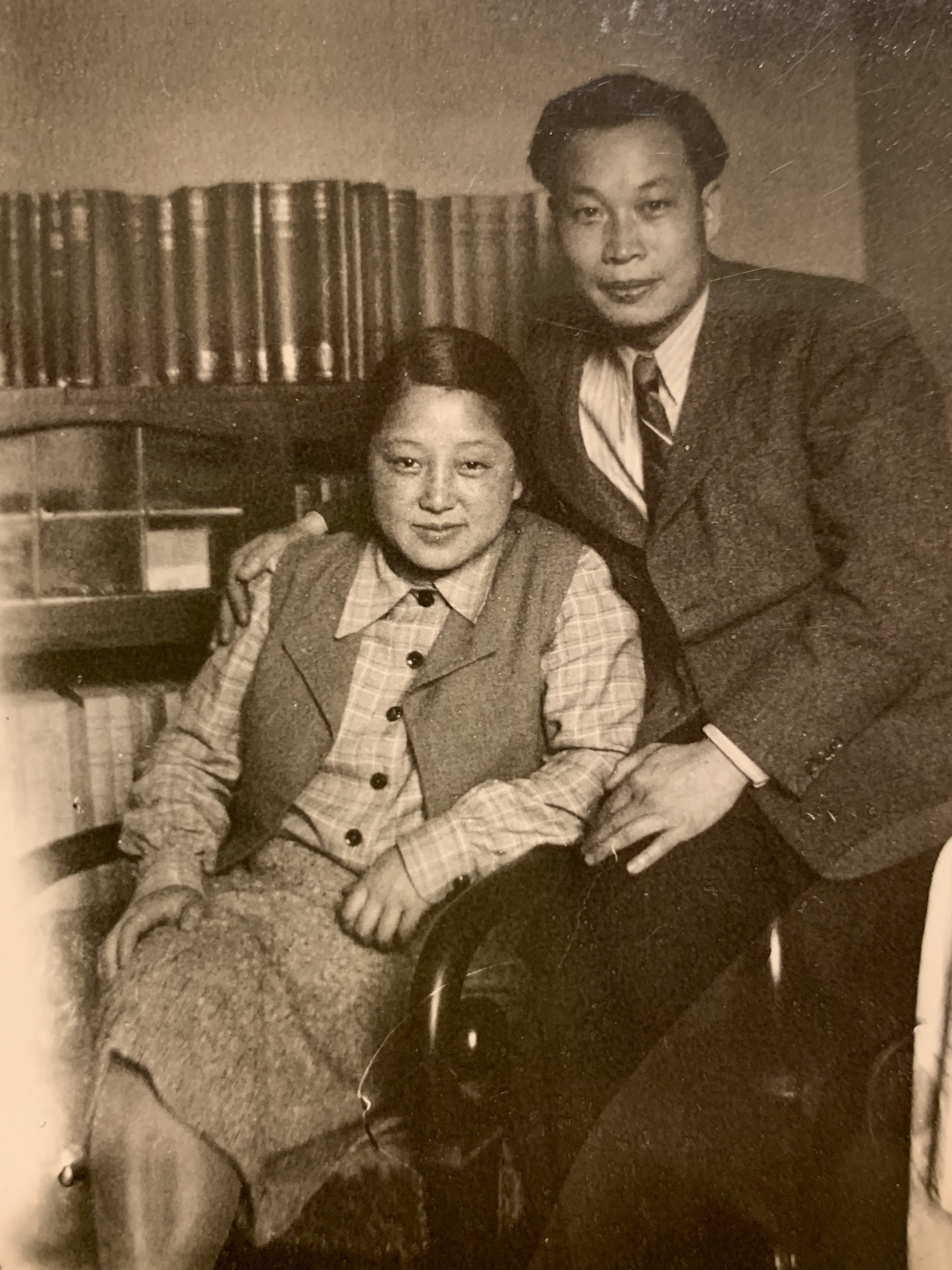
متزوجين توا. تشيان سانكيانغ مع هي زيهوي في باريس عام 1947.

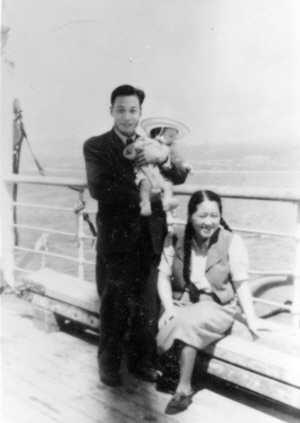
تشيان سانكيانغ و هي زيهوي عند عودتهما إلى الصين عام 1948.

تشيان سانكيانغ (في اللغة الصينية: 钱三强؛ 16 أكتوبر 1913-28 يونيو 1992)، والمعروف أيضا بأسم تشيان سان تشيانغ. كان فيزيائيًا نوويًا صينيًا ومن بين العلماء البارزين في برنامج قنبلتين وقمر صناعي واحد. بسبب دوره المركزي في تطوير الصناعة النووية الصينية وبرنامج الأسلحة النووية، يشار إليه على أنه «أب القنبلة الذرية الصينية».  من قبيل الصدفة، تم إجراء أول اختبار للقنبلة الذرية في الصين في عيد ميلاد تشيان الـ 51.

## السيرة الشخصية

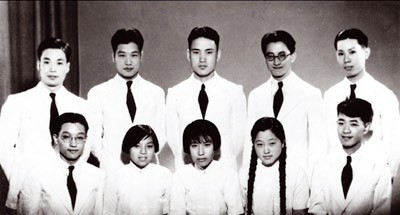
فصل التخرج عام 1936 من قسم الفيزياء بجامعة تسينغهوا. هي زيهويفي المقدمة، الثانية من اليمين؛ وتشيان سانكيانغ في الخلف، أقصى اليسار.

يعود اصل تشيان سانكيانغ إلى مدينة هوزو، أقليم جيجيانغ، الصين. لكنه ولد في شاوكسينج. والده هو الباحث تشيان زوانتونغ. التحق تشيان بجامعة بكين وجامعة تسينغهوا، وتخرج في عام 1936 في نفس الفصل مع زوجته المستقبلية هي زيهوي. ذهب تشيان إلى فرنسا عام 1937. حيث درس في كلية السوربون وكوليج دو فرانس، حيث أجرى أبحاثًا تحت إشراف فريديريك جوليو كوري وإيرين جوليو كوري. حصل على الدكتوراه الفرنسية عام 1940. 
عاد تشيان إلى الصين في عام 1948 مع زوجته، عالمة الفيزياء النووية هي زيهوي،  حيث تولى منصب الأستاذية في جامعة تسينغهوا، وفي عام 1950 أسس معهد الفيزياء الحديثة التابع للأكاديمية الصينية للعلوم، المعروفة اليوم بأسم معهد الصين للطاقة الذرية. 
في عام 1954 انضم إلى الحزب الشيوعي الصيني. شغل على التوالي منصب مدير معهد الفيزياء الحديثة التابع للأكاديمية الصينية للعلوم، ونائب الوزير للوزارة رقم 2 لصناعة بناء الآلات، ونائب رئيس الأكاديمية الصينية للعلوم  والرئيس الفخري للرابطة الصينية للعلوم والتكنولوجيا.
قدم تشيان مساهمات بارزة في إنشاء العلوم النووية في جمهورية الصين الشعبية وفي تطوير القنابل الذرية والهيدروجينية لجمهورية الصين الشعبية. 
خلال الثورة الثقافية، تم ترحيل تشيان إلى الريف من أجل «إعادة التعليم الاشتراكي»، بسبب الشكوك التي أثيرت بسبب مشاركته في وفد الحكومة القومية إلى مؤتمر اليونسكو في عام 1946.
بعد نهاية الثورة الثقافية، تم تعيين تشيان ليصبح عضوا في الأكاديمية الصينية للعلوم. كما سُمح له باستئناف عمله في صناعة الطاقة الذرية.